# Erri De Luca
Erri De Luca (ur. 20 maja 1950 w Neapolu) – włoski pisarz.

## Życiorys
W 1968 ukończył szkołę średnią. Pod koniec dekady dołączył do radykalnego lewicowego ruchu Lotta Continua, po jego rozwiązaniu pracował w różnych zawodach, we Włoszech (fabryka Fiata, lotnisko w Katanii) i poza granicami tego kraju. W latach 90. był kierowcą w konwojach wożących pomoc humanitarną do krajów byłej Jugosławii. Zna kilka języków obcych, w tym starożytny hebrajski – tłumaczył teksty biblijne.
Jako pisarz debiutował stosunkowo późno, bo w wieku niemal czterdziestu lat, wydaną w 1989 książką Non ora, non qui. Publikuje powieści i utwory poetyckie. Często pisze o swoim rodzinnym mieście, zdarza mu się wplatać w tekst miejscową gwarę. Jest tłumaczony na wiele języków, w tym polski.
Zasiadał w jury konkursu głównego na 56. MFF w Cannes (2003).

## Polskie przekłady
- Montedidio (Montedidio 2002)
- W imię matki (In nome della madre 2006)